# Comité Olímpico de Panamá
El Comité Olímpico de Panamá (código COI: PAN) es el Comité Olímpico Nacional que representa a Panamá. También es el organismo responsable de la representación de Panamá en los Juegos Olímpicos.

## Historia
El Comité Olímpico de Panamá fue fundado en 1934 y reconocido por el Comité Olímpico Internacional en 1947.